# Георгий XI
 Георгий XI  (груз. გიორგი XI, шах Наваз-хан) (1651 — 21 апреля 1709) — 91-й царь Грузии (Картли) (1676—1688, 1692—1695, 1703—1709). Сын царя Картли Вахтанга V. Из династии Багратионов, в 30-м поколении от Ашота I Куропалата. Погиб в Афганистане, где находился с военной миссией по поручению шаха Персии из династии Сефевидов.

## Характеристика личности царя Георгия XI
За сопротивление иранским властям был сослан в иранский Афганистан, где и погиб. Вахушти Багратиони пишет о нём: «И был этот царь Гиорги мужественный, доблестный, сильный и телом прекрасный, красивый, радушный, сладкоречивый, щедрый и грозный, бесподобный в рыцарских играх». Афганский автор про него пишет: «Гюрген был человеком неуравновешанным, не питавшим большой симпатии к иранцам».

## Правление
В 1675 году картлийский царь Вахтанг, вызванный в Иран шахом Солейманом, оставил правителем в Картли своего второго сына, царевича Георгия. В том же 1675 году после смерти картлийского царя Вахтанга V в Куме иранский шах вызвал царевича Георгия в Иран, чтобы пожаловать его на царство в Картли. Перед отъездом в Иран Георгий XI оставил наместником в Картли своего младшего брата Левана. Однако иранский шах вначале отказался утвердить Георгия на престоле Картли и хотел посадить на царский трон Ираклия, внука картлийского царя Теймураза. Узнав об этом, Арчил, старший брат Георгия, прибыл в Картли и стал претендовать на царский престол. Иранский шах Солейман Сефи тогда утвердил Георгия на царском троне Картли и отправил его с большими дарами в Тбилиси. В 1676 году Георгий XI прибыл в Тбилиси, где занял картлийский царский престол. Вскоре иранский шах потребовал от царя Георгия, чтобы он схватил своего брата Арчила, отправил его в Иран или изгнал. Георгий сообщил об этом Арчилу, приехавшему из Ахалцихе в Сурами, который бежал в Имеретию. Затем шах потребовал от картлийского царя Георгия, чтобы он прислал к нему своего младшего брата Луарсаба. Царь вынужден был исполнить требование шаха.
Вскоре иранский шах Солейман Сефи по наущению своего визиря Шихали-хана стал предъявлять претензии картлийскому царю Георгию XI. Шихали-хан указал шаху на захват Арчилом царского трона в Имеретии, что его брат Георгий поссорит Персию с Османской империей, помогая своему брату Арчилу в борьбе за имеретинский трон. В 1679 году шах прислал в Тебриз спасалара Аджи Алихана, чтобы заставить грузин отложиться от своего царя Георгия. Шах потребовал от царя Картли, чтобы он арестовал своего брата Арчила, прислал его в Иран или изгнал. Георгий известил об этом своего брата Арчила. Арчил бежал в Двалети, а Георгий сообщил шаху об изгнании своего брата. Вскоре шах вторично потребовал от царя Картли Георгия, чтобы он изгнал Арчила из Двалети. Картлийский царь Георгий XI послал своего брата Левана и Гиви Амилахора к царю Арчилу и сообщил обо всем. Арчил вынужден был уехать в Россию. Иранский шах Солейман Сефи приказал Аджи Алихану тайно и явно вредить картлийскому царю Георгию.
Картлийский царь Георгий XI, не надеясь на возвращение своего старшего брата Арчила из России, решил посадить на имеретинский престол царевича Александра, сына имеретинского царя Баграта Слепого. Царевич Александр был похищен из Имеретии в 1678 году и воспитывался при дворе картлийского царя. Георгий XI написал письмо ахалцихскому паше, прося его посадить на имеретинский трон Александра. Ахалцихский паша известил об этом турецкого султана, который дал своё согласие. По требованию паши картлийский царь Георгий XI в 1682 году прислал царевича Александра в Ахалцихе. Ахалцихский паша с турецким войском вступил в Иметерию и посадил на царство Александра. Имеретинский царь Александр вскоре попросил у царя Георгия в жены его дочь Мариам, но картлийский царь отказался из-за того, что она уже была помолвлена с Давидом Эристави. Затем Александр попросил в жены Елену, дочь царевича Луарсаба и племянницу царя Георгия, но последний не спешил с ответом.
В 1687 году картлийский царь Георгий XI женился на Хорешан, дочери крупного имеретинского вельможи Георгия Микеладзе.
Персидский визирь Аджи Алихан стал вести тайные переговоры с картлийскими мтаварами, убеждая их подняться против своего царя Георгия XI. Многие мтавары приняли ислам и получали денежное жалованье от иранского правительства. Эристави Ясон Арагвский отказался признавать власть царя из-за зависти к Гиви Амилахору. Камар-бег, мелик Сомхити, доносил в Тебриз обо всех действиях картлийского царя. Ираклий, сын Мухтанбатона, братья Иессе и Елизбар Мачабели, сыновья Зазы, решили изменить своему царю. Однако по приказу царя Камар-бег был убит. Ираклий и братья Мачабети были схвачены и заключены в тюрьму. По приказу Георгия был убит эристави Ясон Арагвский. Новым эристави в Арагви стал Георгий, сын Отара.
Вскоре картлийский царь Георгий XI отправил послов к своему старшему брату Арчилу, прося его вернуться из России в Грузию. Иранский шах потребовал от Георгия, чтобы он прислал в Персию своего другого младшего брата Левана. Тогда Георгий предложил отправить вместо своего брата Левана единственного сына Баграта. Тогда шах потребовал от картлийского царя, чтобы он прислал своего брата Левана и сына Баграта в заложники. Картлийский царь Георгий решил поднять восстание против владычества Ирана и обратился за помощью к кахетинским вельможам. Георгий хотел объединить под своей властью царство Кахетию и Картли. Кахетинские вельможи дали клятву, что окажут ему помощь. Георгий собрал своё войско и расположился в Куркута, откуда собирался прибыть в Топкарагаджи, где его ждали кахетинцы. Однако ночью из царского лагеря бежал спаспет Тамаз, дядя царя, и занял крепость Агджакала. Тамаз перешёл на сторону иранцев. В 1688 году картлийский царь Георгий вынужден был отправить сына Баграта и брата Левана к иранскому шаху.
Царь Георгий потребовал от эристава Георгия, чтобы он присоединился к нему, но последний отказался. В том же 1688 году картлийский царь Георгий XI с царским войском решил захватить Душети. Георгий с войском расположился в Сабурдиано, откуда вторично предложил эриставу Георгию примкнуть к нему, но получил новый отказ. Тогда Георгий захватил и сжег Душети.
Иранский шах Солейман Сефи приказал арестовать царевичей Баграта и Левана, находившихся в Тохче, и отправил их в заключение в Герат. Другой царский брат Луарсаб был насильно обращен в ислам и отправлен в Керман.
В 1688 году иранский шах Солейман Сефи объявил об отстранении Георгия XI от трона и потребовал, чтобы картлийский царь Георгий прибыл к нему в Персию. Шах назначил новым царем Картли Ираклия, который четырнадцать лет находился в Исфахане. Ираклий вместе со всей семьей вынужден был перейти ислам. Ираклий, названный Назарали-ханом, был отправлен с дарами на царство в Картли. Спаспет Тамаз, дядя царя Георгия, изменой захватил крепость в Тбилиси. Царь Георгий отправил жену в Корниси, а потом в Хунани. По прибытии Назарали-хана картлийские вельможи вышли его встречать. Царь Георгий уехал в Кцхинвали, а оттуда перебрался в Рача. Иранский шах Солейман Сефи отправил вместе с Ираклием Аджи Алихана с большим военным отрядом. Изгнанный царь Георгий из Рача отправился в Одиши, а оттуда в Гурию и Самцхе. Из Ошора Георгий послал своих воинов, чтобы напасть на имеретинского царя Александра, стоявшего в Цедиси. Однако Александр был уведомлен об этом и укрылся в Гори. Новый картлийский царь Ираклий сообщал обо всех действиях Георгия иранскому шаху. Солейман Сефи отправил посольство к турецкому султану, предлагая ему выдать царей Георгия и Арчила, а на царский трон в Имеретии посадить Александра. Султан приказал ахалцихскому паше посадить на имеретинский трон Александра, а царей Георгия и Арчила схватить и выдать шаху. Паша окружил и захватил в плен Георгия в Зикилии. Георгий был доставлен в Ахалцихе и заключен в темницу.
Вскоре многие картлийские мтавары, недовольные правлением царя Ираклия, предложили Георгию приехать в Картли и вторично вступить на царский престол. Ашотан Мухрабатони, Гиви Амилахори и Николоз Магалашвили прислали царю большие дары для подкупа ахалцихского паши. В 1691 году Георгий XI бежал из темницы в Ахалцихе и прибыл в Слеса, где встретился с семьей. Оттуда царь Георгий отправился в Картли. Имеретинский царь Александр с войском двинулся на помощь ахалцихскому паше, но так и не смог схватить царя Георгия.
В 1691 году царь Георгий XI собрал верные войска и вступил во внутреннюю Картли. Многие мтавары присоединились к нему. В этом время мать и семья имеретинского царя Александра находились в Руиси. Георгий напал на Руиси, захватил в плен двух сыновей имеретинского царя Александра. Между тем картлийский царь Ираклий прибыл из Коджори в Тбилиси. Георгий вступил в Душети и Тианети. Здесь к нему присоединился эристав Георгий Бардзим. Георгий с войском двинулся из Тианети на Дидгори, где соединился с отрядами из Сомхит-Сабаратиано, а затем расположился в Коджори. Георгий отправил Бардзима на помощь своему брату Арчилу в Имеретию, но Бардзим не успел, так как Арчил прибыл в Эрцо. В сопровождении Бардзима царь Арчил прибыл к своему брату Георгию. Сам Георгий осадил Тбилиси. Георгий связался с кахетинцами и предложил им принять к себе на царство своего брата Арчила. Кахетинцы обещали принять Арчила, но тот отказался и решил ехать в Россию. Георгий, надеясь на клятву кахетинцев, выступил к Аило, чтобы занять Кахетию. Георгий XI отправил в Кахетию Бардзима с отрядом. Однако картлийцы вынуждены были отступить в Лило к царю Георгию. После этого царь Георгий отступил и прибыл в Мцхету. Георгий вторично предложил своему брату Арчилу занять царский трон в Кахетии, но Арчил отказался и уехал в Осетию. Царь Георгий расположился в Коджори. Он отправил своего племянника Вахтанга в Гори. Георгий связался с тарковским шамхалом, прося у него военной помощи в борьбе за власть с Ираклием. Царь предложил дать в заложники шамхалу своего племянника Вахтанга с таким условием, если шамхал пришлет к нему в Картли своего сына. Между тем иранский шах прислал к шамхалу большие дары и поручил ему схватить царя Арчила, отправившегося в Россию. Шамхал нарушил клятву, данную Георгию, и отказался ему помогать.
В это время Назарали-хан (Ираклий) предложил Абазкули-хану захватить Эрцо-Тианети. Георгий выслал против него Папуа Мухранбатони и Георгия Эристави с войском. Однако картлийцы были разбиты в бою и вынуждены были отступить. Тогда сам царь Георгий прибыл с войском к Тианети и вновь захватил город. Царь Ираклий с войском расположился в Картлисубани. Георгий и Ираклий договорились между собой, чтобы Георгий занял Картли, а Ираклий получил Кахетию. Однако этот договор был нарушен. Георгий решил вступить в битву с Ираклием, но Георгий Эристави убедил Георгия отступить. Царь Ираклий со своим войском занял весь Тианети к востоку от Арагви. Георгий выслал против Ираклия Ясона Эристави с войском. Ясон разгромил отряды Назарали-хана, обратил их в бегство и занял берега Арагви. Заала Херхеулидзе с войском по приказу царя Георгия разорил Марткопи. Царь Ираклий с войском двинулся в погоню и осадил Заала в Мцхете. Тогда царь Георгий с войском двинулся против своего противника Ираклия. В 1694 году в Джвари между царями-соперниками Георгием и Ираклием начались длительные бои. По приказу царя Георгия был казнен Цици Цицишвили и ослеплен Бежан Саакадзе, которые вступили в тайный сговор с царем Ираклием. Вскоре на помощь Ираклию Абазкули-хан с войском. Однако в боях ни одна из враждующих сторон не смогла одержать победу. Вскоре Назарали-хан и Абазкули-хан отступили в Тбилиси. Оттуда Ираклий двинулся в Сомхити. Между тем царь Георгий, стоявший в Кркони, соединился со своим братом Арчилом и прибыл в Вархуна. Между тем царь Ираклий с небольшим количеством воинов находился в Болниси. Георгий выступил против него, но Ираклий успел уйти в Борчалу. Новый иранский шах Солтан Хусейн отправил на помощь Назарали-хану небольшой отряд. Однако грузины под командованием Вахтанга, племянника царя Георгия, разгромили персов. Вскоре царь Ираклий вернулся в Тбилиси, а царь Георгий вернулся в Кркони. Назарали-хан (Ираклий), недовольный действиями Абазкули-хана, отправил посла к шаху и просил у него военной помощи в борьбе против Георгия. Шах отправил на помощь царю Ираклию большое войско под командованием нового кахетинского наместника Калбани-хана. Шах освободил из заключения царевичей Левана и Луарсаба, братьев царя Георгия, а его сын Баграт скончался в заключении в Герате. Летом Калбани-хан с иранской армией прибыл в Хунани, где его встретил картлийский царь Ираклий. Царь Георгий находился в Дидгори. Однако из-за отказа мтаваров Георгий вынужден был отказаться от битвы с персидским войском. Царь Ираклий и Калбани-хан с войском прошли Сомхити, Дманисское ущелье и стали в Карабулаке. Царь Георгий прибыл в Клдекари. Братья Георгий и Арчил вступили в переговоры с крупными имеретинскими вельможами, недовольными правлением своего царя Александра. Имеретинцы арестовали царя Александра и передали его Георгию и Арчилу. В 1695 году они привели его в Руиси и умертвили. Картлийские мтвары не желали сражаться с кызылбашами (персами), рассчитывая на свои укрепления. В том же 1695 году царь Георгий вернулся в Кркони, забрал с собой свою семью и удалился в Имеретию. Назарали-хан и кахетинский наместник Калбани-хан прибыли в Гори, откуда персы разорили некоторые горные села. Мтавары не смогли обороняться в своих укреплениях. Георгий Эристави и Гиви Амилахори бежали в Двалети, а оттуда в Имеретию. Давид Эристави, Папуа Мухранбатони и спаспет Тамаз с сыном Мамукой были доставлены к Калбани-хану, который отправил их к шаху, приказавшему заключить их в Кермане. Царевич Кайхосро, сын Левана и племянник царя Георгия, прибыл к персидскому главнокомандующему Калбани-хану, который отправил его к шаху. Вскоре ереванский хан, враждовавший с Калбани-ханом, предложил царю Георгию отправиться к персидскому шаху, обещая ему, что шах пожалует ему царский трон в Картли. Георгий согласился на предложение ереванского хана и отправился в Персию. Ереванский хан сообщил шаху о прибытии картлийского царя. В награду шах Солтан Хусейн назначил ереванского хана топангчиагасом. Шах отправил в Картли мехмамдара, чтобы он сопровождал царя Георгия XI. Мехмандар прибыл в Али, куда явился к нему и царь Георгий. В 1696 году картлийский царь Георгий XI, сопровождаемый мехмандаром, прибыл в Атени и через Триалети-Абоци прибыл в Ереван, откуда в марте 1697 года был доставлен в Исфахан. Персидский шах милостиво принял царя Георгия и пожаловал ему дары. При дворе шаха царь Георгий встретился с братьями Леваном и Луарсабом, племянником Кайхосро. Царевич Вахтанг, другой племянник Георгия, оставался в Имеретии. После отъезда Георгия Калбани-хан с войском отступил в Ганджу. Ираклий (Назарали-хан) вновь подчинил своей власти все Картли. Многие мтавары, сторонники царя Георгия, были лишены Ираклием своих вотчин. По требованию картлийцев Ираклий вынужден был призвать из Персии свою любовницу Анну и жениться на ней. Персы из гарнизонов в Тбилиси, Гори и Сурами похищали местных жителей для продажи в рабство.

## Назначение в Керман
5 марта 1697 Георгий прибыл в Исфахан. 20 ноября 1699 года шах назначил его бегларбегом Кермана и дал ему имя Шахнаваз. Георгий XI пробыл в Кермане с 1699 по 1704 год.
В начале XVIII века в дряхлеющей Персидской империи вспыхнули восстания белуджей и афганцев. Они грабили иранские области до Кермана и Йезда. Все попытки иранского правительства подавить восстания заканчивались безрезультатно. Иранский шах Солтан Хусейн предложил картлийскому царю Георгию подавить восстание в Белуджистане и Афганистане, а взамен пообещал вернуть ему царский престол в Картли. Сам Георгий отказывался, но бывшие с ним грузины убедили его согласиться. Иранский шах назначил Георгия наместником в Кермане. Вначале царь Георгий XI отправил в Керман своего брата Левана вместе с небольшим отрядом грузин. В провинции Керман царевич Леван разгромил и подчинил племена лутбаров и белуджей. Затем Леван трижды разгромил отряды грабителей, а их отрубленные головы прислал к шаху. После этого сам царь Георгий с небольшим войском грузин выступил на Керман. Между тем белуджы разорили весь Хорасан. Тогда Георгий собрал керманское ополчение и вместе с грузинами выступил против мятежников. Белуджи укрепились на горах и скалах в пустыне. Георгий разделил своё войско на три части, двинулся в атаку и ворвался в их лагерь. Грузины и керманцы перебили всех мятежников. Царь Георгий XI вернулся в Керман и отослал отрубленные головы мятежников к шаху. В награду персидский шах прислал к царю Георгию «бесчисленные дары». Шах назначил царевича Левана мсаджултухуцесом (главный судьей) Ирана, а царевича Кайхосро — таругой (правителем города) Исфахана и призвал Левана к себе в столицу. В 1701 году персидский шах Солтан Хусейн приказал картлийскому царю Ираклию привести царевича Вахтанга в Картли и отдать ему все удельные владения, принадлежавшие ранее его отцу Левану. Хосрошах и Шахдада, правители белуджских племен, прибыли к царю Георгию в Керман и принесли присягу на верность. Вскоре афганцы продолжили разорять Хорасан. Царь Георгий отправил против них грузино-персидское войско. Афганцы были застигнуты в пустыне и полностью разгромлены. В самом Афганистане племенные вожди подняли восстание против господства Ирана. Иранский шах приказал царю Георгию подавить восстание афганских племен. Взамен шах обещал назначить Георгия царем в Картли и спасаларом Ирана. Тогда Георгий попросил шаха передать власть в Картли своему племяннику Вахтангу. Затем Георгий просил, чтобы шах отправил в Картли своего брата Левана, чтобы тот привел порядок дела и привёл картлийское войско в Иран. Персидский шах согласился исполнить просьбы царя Георгия. Шах написал картлийскому царю Ираклию: «Возвращаю Картли царю Гиорги, а тебе отдаю Кахети и жалую куларагасом. А теперь езжай ко мне». Услышав об этом, царь Ираклий отвез семью в Марткопи, а сам вернулся в Тбилиси, готовясь ехать к шаху.
В 1703 году Вахтанг прибыл в Тбилиси и занял царский престол Картли. В мае бывший царь Ираклий отправился из Картли в Исфахан. 15 июля в Картли вернулся из Ирана царевич Леван. Леван отправил на помощь своему брату Георгию 2-тысячный отряды конницы. Царь Георгий XI, получив подкрепление из Картли, выступил из Кермана на Кандагар. Впереди себя Георгий отправил в Кандагар систанского хана и Кацию, сына Тамаза. После прибытия царя афганские племена подчинились персидской власти. Все племенные вожди с дарами прибыли в Кандагар, где царь Георгий наложил на них дань. Могольский царевич, сидевший в Кабуле, прислал к царю Георию послов с большими дарами и просьбой о мире. Георгий отослал письмо и дары могольского наместника к шаху. Благодарный шах пожаловал многочисленные подарки царю Георгию. Шах прислал Георгию дары для могольского царевича и велел отправить своего посла. После своих побед над мятежными племенами царь Георгий стал пользоваться большим расположением иранского шаха, что вызывало гнев и недовольство персидской знати. Царевич Леван, младший брат Георгия, пятнадцать месяцев управлял Картли, но в 1704 году вынужден был уехать в Исфахан, взяв с собой сына Иессе. Леван оставил правителем в Картли своего другого сына Вахтанга.

## Назначение в Кандагар
В 1704 году осложнилась обстановка в иранской части Афганистана и Белуджистана. Шах Хусейн пожаловал Георгию должность спасалара Ирана, бегларбега Кандагара и Гиришка. «Ибо там также воевал Мир-Самандар и разорял земли Кандагара и убил он Тамаза сардала в бою и бежал кандагарский хан, сардал Мосул-хан».
2 мая 1704 года грузинская армия выступила из Кермана в Кандагар через пустыню. Про этот переход Чеидзе, участник похода, пишет: «…так царь переносил жару, что клянусь всевышним Богом и его солнцем, этот львуподобный человек не менялся в лице. В его правилах было: чем дело становилось трудным, тем больше он был веселее».
Георгий XI прибыл в Кандагар 24 июня. С ним было 20 000 войска, преимущественно грузин. Георгий XI обнаружил, что в регионе существуют две силы: племя абдали во главе с Даулат-ханом и племя гильзаев во главе с Мир Вайс-ханом.
Мир Вайс возглавил восстание против иранских властей, которое было подавлено Гурген-Ханом в 1706 году. Георгий XI арестовал Мир Вайса и отправил его в Исфахан ко двору шаха Солтан Хусейна.
Мир Вайс сумел наладить отношения с шахом Хусейном, получил разрешение на паломничество в Мекку, вернулся в 1708 году и получил разрешение вернуться в Кандагар.

## Гибель царя Георгия XI
Гибель царя в версии Вахушти:

А здесь у царя в ночной дозор стоял Мир Веис. Воспользовался он случаем и призвал воинов и послушных своих, ушел тайно к своему отряду и напал на абдалского султана со словами: «приказ царя!» и отрубил ему голову. /…/ Тогда напал на царя, но охрана царская — абдалы и племянник Мир-Самандара и немногие грузины и сам царь бились жестоко и Мир Веиc не смог их одолеть./…/ Тогда Мир Веис сумел отрубить голову кому-то и сказал абдалам: «вот, я убил царя, возьмите имущество и сокровища себе, а людей оставьте мне» Поверившие в это, абдалы забрали богатство и ушли. Затем окружил Мир Веис с войском царя, и царские бились сильно, однако спутали кровли домов и убили царя Гиорги лета Христова 1709, грузинского 397 в великий четверток.
Гибель царя в версии Чхеидзе:

Напал Мир-Вайс на рассвете. Услышав, схватился царь за стрелы, которые лежали рядом. Клянусь его головой, пока были у него стрелы, ни одна не пропала даром. Когда стрелы вышли, взялся за саблю, рубился как див. Выстрелили из ружья в этого прославленного человека и убили, перебили всех оставшихся с ним грузин.
В лагере царя Мир Вайс нашёл иконы, кресты и псалтырь. Это было отослано шаху как свидетельство того, что Георгий обманывал шаха и не являлся мусульманином.

## Семья
Был женат первым браком на Тамаре (? — 1683), дочери тавада Давида Элизбаровича Багратиони (ветвь кахетинского царского дома, Давитишвили), в этом браке родились:
- Баграт (? — 1694/1695), царевич
- Мариам[вд] (? — 1715), царевна, была замужем за Давидом[вд] эриставом Ксанским

Вторым браком был женат на Хорешан (? — 1695), дочери князя Георгия Микеладзе, в этом браке родилась
- Родами, царевна, была замужем за царем Имерети Георгием VII (1707—1720)

## Преемники
Георгию наследовал его племянник Кайхосро, сын Левана. Он правил до 1711 года, но фактически Грузией управлял его брат Вахтанг (регент с 1703 по 1711 год).

## Сноски и источники
1. ↑  Вахушти Багратиони. История царства грузинского. Тб. 1976
2. ↑  Мир Гулам Мухаммад Губар. Ахмад-шах — основатель Афганского государства М. 1959 стр. 387.
3. ↑  Сехниа Чхеидзе История Грузии Тб. 1976 стр. 22.
4. ↑  Сехниа Чхеидзе История Грузии Тб. 1976 стр. 24
5. ↑  Вахушти Багратиони История Царства Грузинского Тб. 1976 стр. 96
6. ↑  Сехниа Чхеидзе История Грузии Тб. 1976 стр. 28